# Contea di Oglala Lakota
La contea di Oglala Lakota (in inglese Oglala Lakota County), fino al 2015 nota come contea di Shannon, è una contea dello Stato del Dakota del Sud, negli Stati Uniti. La popolazione al censimento del 2000 era di 12 466 abitanti, passati a 13 586 in quello successivo del 2010.
Si tratta di una delle poche contee che non ha un vero e proprio capoluogo, alcune delle funzioni amministrative vengono svolte a Hot Springs, situata nella Contea di Fall River.